# Lijst van illustratoren en grafici
Hier onder volgt een lijst met illustratoren, striptekenaars en grafici in chronologische volgorde op geboortejaar en daarbinnen alfabetisch op achternaam, waaronder cartoonisten, boekbandontwerpers, ex libris-ontwerpers, postzegelontwerpers, en ontwerpers van affiches, posters, behang en reclamedrukwerk.

## Vóór 1600
- Lucas van Leyden 1494-1533

## 1600-1699
- Gerard de Lairesse 1640–1711
- Isabella Piccini 1644-1734
- Romeyn de Hooghe 1645-1708
- Maria Sibylla Merian 1647-1717
- Daniël Marot 1661-1752
- Jan Goeree (1670-1731)
- Jan Wandelaar 1690-1759
- Cornelis Pronk 1691-1759

## 1700-1799
- Jan de Beijer 1703-1780
- Abraham de Haen 1707-1748
- Georg Dionysius Ehret 1708-1770
- Simon Fokke 1712-1784
- Hendrik Spilman 1721-1784
- Caspar Philips 1732-1789
- Nicolaas Meerburg 1734-1814
- Hendrik Tavenier 1734-1807
- Reinier Vinkeles 1741-1816
- Robert Smirke 1752-1845
- Isaac Cruikshank 1756-1811
- Thomas Rowlandson 1756-1827
- William Blake 1757-1827
- James Gillray 1757-1815
- Ferdinand Bauer 1760-1826
- Kuwagata Keisai (ook: Kitao Masayoshi) 1764-1824
- John James Audubon 1785-1851
- George Cruikshank 1792-1878
- Philippe van Gulpen 1792–1862
- Titian Peale 1799-1881

## 1800-1849
- Constantin Guys 1802-1892
- Grandville 1803-1847
- Elizabeth Gould 1804-1841
- Pieter van Oort 1804-1834
- Honoré Daumier 1808-1879
- Petrus Josephus Lutgers 1808-1874
- Heinrich Hoffmann 1809-1894
- Charles Rochussen 1814-1894
- Hablot Knight Browne 1815-1882
- John Leech 1817-1864
- Edward Lear 1818–1888
- Sir John Tenniel 1820–1914
- David Bles 1821–1899
- Felix Octavius Carr Darley 1822–1888
- Herman ten Kate 1822–1891
- Richard Doyle 1824-1883
- Gerardus Johannes Bos 1825–1898
- Jan Karel Jacob de Jonge 1828-1880
- Mari ten Kate 1831–1910
- Gustave Doré 1832–1883
- Charles Altamont Doyle 1832–1893
- Wilhelm Busch 1832–1908
- Félicien Rops 1833-1898
- George Du Maurier 1834–1896
- August Allebé 1838-1927
- Frederik Hendrik Kaemmerer 1839-1902
- Thomas Nast 1840-1902
- John Gerrard Keulemans 1842-1912
- Frederick Stuart Church 1842-1924
- Luke Fildes 1843-1927
- Jan Elias Kikkert (1843–1925)
- C.M. Coolidge 1844-1934
- Walter Crane 1845-1915
- Randolph Caldecott 1846-1886
- Kate Greenaway 1846-1901
- Helen Allingham 1848-1926
- Albert Robida 1848-1926
- Édouard-Henri Avril (1849–1928)

## 1850-1859
- Alfred Ronner 1851-1901
- Leslie Ward 1851-1922
- Edwin Austin Abbey 1852-1911
- Jean-Louis Forain 1852-1931
- Howard Pyle 1853-1911
- Hans Tegner 1853-1932
- José Guadalupe Posada 1854-1913
- Matilda Smith 1854-1926
- Ernst Witkamp 1854-1897
- Ottilia Adelborg 1855-1936
- Ben Wierink 1856-1939
- Joseph Pennell 1857-1926
- Johan Braakensiek 1858-1940
- Jan Hoynck van Papendrecht 1858–1933
- Louis John Rhead 1858-1926
- Theo Kerstel 1859-1936
- Johannes Moesman 1859 – 1937

## 1860-1869
- Frank Hinman Pierpont 1860-1937
- Willem Wenckebach 1860-1937
- Charles Doudelet 1861-1938
- Pieter de Josselin de Jong 1861-1906
- Armand Rassenfosse 1862-1934
- F. Cayley Robinson 1862-1927
- Theo van Hoytema 1863-1917
- Ernst Kreidolf 1863-1956
- Jan Rinke 1863-1922
- Jessie Willcox Smith 1863-1935
- Carel Cachet 1864-1945
- Mathieu Lauweriks 1864–1932
- Phil May 1864-1903
- Benjamin Rabier 1864-1939
- Léon Bakst 1866-1924
- Gerrit Willem Dijsselhof 1866-1924
- Simon Moulijn 1866–1948
- Theo Nieuwenhuis 1866-1951
- Edward Penfield 1866-1925
- Beatrix Potter 1866-1943
- Carlos Schwabe 1866-1926
- Jaap Veldheer 1866-1954
- Charles Dana Gibson 1867-1944
- Hendricus Jansen 1867-1921
- Emilie van Kerckhoff 1867-1960
- Jan van Oort 1867-1938
- Arthur Rackham 1867-1939
- Jacob van den Bosch 1868-1948
- Hendrik Maarten Krabbé 1868–1931
- Johan Thorn-Prikker 1868-1932
- Willem Vaarzon Morel 1868-1955
- Winsor McCay 1869-1934
- Louis Raemaekers 1869-1956
- George Wharton Edwards 1869-1950

## 1870-1879
- Maxfield Parrish 1870-1966
- Elizabeth Shippen Green 1871-1954
- Aubrey Beardsley 1872-1898
- Sir Max Beerbohm 1872-1956
- Antoon Molkenboer 1872–1960
- Elisabeth Adriani-Hovy 1873-1957
- Howard Chandler Christy 1873-1952
- Cornelis Jetses 1873-1955
- Marinus Adrianus Koekkoek 1873-1944
- Willy Sluiter 1873-1949
- Jean-Jacques Waltz (Hansi) 1873-1951
- Elsa Beskow 1874-1953
- Nelly Bodenheim 1874-1951
- Frederic Dorr Steele 1874-1944
- Herman Hana 1874–1952
- Emiel Jacques (1874-1937)
- J.C. Leyendecker 1874-1951
- Mary Tourtel 1874-1948
- John Wolcott Adams 1874-1925
- Jan Bertus Heukelom 1875-1965
- Georg Rueter 1875-1966
- Charles Bakker 1876-1957
- Ivan Bilibin 1876-1942
- Jacoba van Heemskerck 1876-1923
- Frans Slager 1876-1953
- Rudolf Dirks 1877-1968
- Harrison Fisher 1877-1934
- Julie de Graag 1877-1924
- James Montgomery Flagg 1877-1960
- Alfred Kubin 1877-1959
- Sjoerd de Roos, 1877–1962
- Frank E. Schoonover 1877-1972
- Gustaaf van de Wall Perné 1877-1911
- Jules Fonteyne 1878-1964
- Felix Hess 1878-1943
- Else Kalshoven-Biermans 1878-1927
- William Henry Dethlef Koerner 1878-1938
- Chris Lebeau 1878-1945
- Millicent Sowerby 1878-1967
- Daan Hoeksema 1879-1935
- Norman Lindsay 1879-1969
- Herman Moerkerk 1879-1949
- Ernest Shepard 1879-1976
- Jacoba Surie 1879-1970

## 1880-1889
- C. Coles Phillips 1880-1927
- Wilhelmina Drupsteen 1880-1966
- Berhardina Midderigh-Bokhorst 1880-1972
- Cornelis Veth 1880-1962
- Joseph Clement Coll 1881-1921
- Johan Gabriëlse 1881–1945
- Nicolaas Petrus de Koo 1881-1960
- Dirk Nijland 1881-1955
- Sybille von Olfers 1881-1916
- Lodewijk Schelfhout 1881-1943
- Jan Sluijters 1881-1957
- John Bauer 1882-1918
- Edmund Dulac 1882-1953
- Jan Heyse 1882-1954
- Ella Nieuwenhuis 1882-1971
- Andries Oosterbaan 1882-1935
- Willy Pogany 1882-1955
- H.N. Werkman 1882-1945
- N.C. Wyeth 1882-1945
- Edward Julius Detmold 1883-1957
- Theo van Doesburg 1883-1931
- Rube Goldberg 1883-1970
- Vilmos Huszár 1884-1960
- Johan Herman Isings 1884-1977
- Catharina Mispelblom Beijer 1884-1971
- Frank Paul 1884-1963
- Tjeerd Bottema 1884-1978
- Jan Wiegman 1884-1963
- Pol Dom 1885-1978
- Nelly Spoor 1885-1950
- Gerda Wegener 1885-1940
- Piet Zwart 1885-1977
- Peter Alma 1886-1969
- Walter van Diedenhoven 1886-1915
- Pieter Hofman 1886–1965
- Kay Nielsen 1886-1957
- Edith Pijpers 1886-1963
- Felix Timmermans 1886-1947
- Nicolaas van de Vecht 1886-1941
- James Chapin 1887-1975
- Rie Cramer 1887-1977
- Josef Lada 1887-1957
- Dirk Roosenburg 1887–1962
- Bas van der Veer 1887–1941
- Chesley Bonestell 1888-1986
- Jeanne Hovine 1888-1992
- Louis Icart 1888-1950
- Jan Lutz 1888-1957
- Margaret Tarrant 1888-1959
- David Bueno de Mesquita 1889-1962
- Harry Clarke 1889-1931
- Kerr Eby 1889-1946
- Koeman, Jac 1889–1978
- Stanley Morison 1889-1967
- Engelien Reitsma-Valença 1889–1981
- Henriëtte Willebeek le Mair 1889-1966

## 1890-1899
- Tine Baanders 1890–1971
- Erica von Kager 1890-1975
- Isodorus van Mens 1890-1985
- Jan Coenraad Nachenius 1890-1987
- Jan Voerman jr. 1890-1976
- Chris van Geel 1891–1969
- Bobette van Gelder 1891–1945
- Gerard Kiljan 1891-1968
- Jelle Troelstra 1891-1979
- Gerard Huysser 1892-1970
- Frans Ijserinkhuijsen 1892–1959
- Will James 1892-1942
- Jan van Krimpen 1892-1958
- Suzanne Malherbe 1892–1972
- J.R.R. Tolkien 1892-1973
- Jan Waterschoot 1892-1968
- Sijtje Aafjes 1893-1972
- Lou Asperslagh 1893–1949
- Bernard Essers 1893-1945
- Greet Feuerstein 1893–1986
- Raoul Hynckes 1893-1973
- André van der Vossen 1893–1963
- Willem Arondéus 1894–1943
- Bernard Reith 1894-1974
- Norman Rockwell 1894-1978
- Arthur Szyk 1894-1951
- Josef Fenneker 1895-1956
- Albert Klijn 1895–1981
- Anton Pieck 1895-1987
- Henri Pieck 1895-1972
- Ina Rahusen 1895-1977
- Oswald Wenckebach 1895–1962
- Paul Citroen 1896–1983
- Eline Cremers 1896-1996
- Toon Ninaber van Eyben 1896–1977
- Alberto Vargas 1896-1982
- Henri van de Velde 1896–1969
- Eelco Martinus ten Harmsen van der Beek 1897-1953
- Netty Heyligers 1897-1989
- Willem Sandberg 1897-1984
- Paul Schuitema 1897-1873
- Victor Stuyvaert 1897-1974
- Jo Voskuil 1897–1972
- Jeanne Bieruma Oosting 1898–1994
- Nico Bulder 1898-1964
- M.C. Escher 1898-1972
- Gretha Pieck 1898–1920
- Leonard Roggeveen 1898–1959
- Henri Schoonbrood 1898–1972
- Boris Artzybasheff 1899-1965
- Johan Fabricius 1899-1981
- Freddie Langerer 1899-1948
- Willem Rozendaal 1899-1971
- Friedrich Vordemberge-Gildewart 1899–1962

## 1900-1909
- Sárika Góth 1900-1992
- Vilhelm Hansen 1900-1992
- Jemmy van Hoboken 1900–1962
- Nans van Leeuwen 1900-1995
- Antoine de Saint-Exupéry 1900-1944
- Jo Spier 1900-1978
- Fritz Eichenberg 1901-1990
- Jesualda Kwanten 1901–2001
- Sulamith Wulfing 1901-1989
- Martha Sawyers 1902-1988
- Jos van Woerkom 1902-1992
- Hans Borrebach 1903-1991
- Fré Cohen 1903-1943
- Al Hirschfeld 1903-2003
- Titus Leeser 1903-1996
- Ella Riemersma 1903-1993
- Robert Benney 1904-2001
- Terence Duren 1904-1968
- Henri Friedlaender 1904-1996
- Gé Röling 1904-1981
- Dr. Seuss 1904-1991, pseudoniem van Theodor Seuss Geisel
- Adri Alindo 1905-2001
- Victor Lardent 1905–1968
- Rachel Fernhout-Pellekaan 1905–1989
- George Notenboom 1906-1987
- Harry van Kruiningen 1906-1996, pseudoniem van Henri Adelbert Janssen
- Dirk Vis 1906-2002
- Wim Wagemans 1906–1993
- Mies Bloch 1907-1999
- Charles Boost 1907-1990
- Maaike Braat 1907-1992
- Lee Brown Coye 1907-1981
- Eppo Doeve 1907-1981
- Stevan Dohanos 1907-1994
- Dirk van Gelder 1907-1990
- Ben van Londen 1907-1987
- Georges Remi 1907-1983, met pseudoniem Hergé
- Ap Sok 1907-2004
- Rein Snapper 1907-1988
- William Steig 1907-2003
- Kuno Brinks 1908-1992
- Cas Oorthuys 1908–1975
- Taro Yashima 1908-1994
- Charles Burki 1909-1994
- Donald Brun 1909-1999
- Hans Fischer 1909-1958
- Joop Moesman 1909–1988
- GJL de Morée van Lierde 1909-1981
- Piet Worm 1909-1996

## 1910-1919
- Wim Brusse 1910–1978
- Galinka Ehrenfest 1910–1979
- Dick Elffers 1910–1990
- John Phillip Falter 1910–1982
- Jacques Nathan Garamond 1910–2001
- Robert van Gulik 1910–1967
- Paul Hartland 1910–1991
- Pieter Kuhn 1910–1966
- Rein van Looy 1010–1994
- Hajo Rose 1910–1989
- Helmut Salden 1910–1996
- Emile Brumsteede 1911-1962
- Jopie van Kampen 1911–1988
- Rie Knipscheer 1911–2003
- Frans Lammers 1911-1966
- Ina van Blaaderen 1912-1997
- Sem Hartz 1912-1995
- Metten Koornstra 1912-1978
- Arthur Sarnoff 1912-2000
- Jiří Trnka 1912-1969
- Martha Van Coppenolle 1912-2004
- Arthur Getz 1913-1996
- Susanne Heynemann 1913-2009
- Cor Icke 1913-1996
- Atie Siegenbeek van Heukelom 1913-2002
- Willy Vandersteen 1913-1990
- Kees Andrea 1914–2006
- Cees Bantzinger 1914-1985
- Wim Bijmoer 1914-2000
- Hannes Bok 1914-1964
- Jan Arien Deodatus 1914-1986
- Gil Elvgren 1914-1980
- Virgil Finlay 1914-1971
- Tove Jansson 1914-2001
- Jijé 1914–1980, pseudoniem van Joseph Gillain
- Theo Kurpershoek 1914-1998
- Maria Lassnig 1919–2014
- Alfred Mazure 1914-1974
- Saul Steinberg 1914-1999
- Karel Thole 1914-2000
- Henryk Tomaszewski 1914-2005
- Riek Wesseling 1914-1995
- Carel Kneulman 1915–2008
- Harry Prenen 1915-1992
- Pierre van Ierssel 1916-1951
- Hanny Tulp 1916-1994
- Ingrid Vang Nyman 1916-1959
- Fiep Westendorp 1916-2004
- Nic Blans Sr. 1917-1996
- Will Eisner 1917-2005
- Chris van Geel 1917–1974
- Willem van de Hulst 1917-2006
- Jack Kirby 1917-1994
- Huib van Krimpen 1917-2002
- Rini Otte 1917-1991
- Tuulikki Pietilä 1917–2009
- Marietje Witteveen 1917-1999
- Jan Bons 1918-2012
- Agnes van den Brandeler 1918-2003
- Johanna Bottema 1918-1974
- Wim Boost 1918-2005
- Otto Dicke 1918-1984
- Piet Klaasse 1918-2001
- Jenny Dalenoord 1918-2013
- Buth 1919-2010, pseudoniem van Leo De Budt
- Peggy Fortnum 1919-2016
- Georges Mazure 1919-1980
- Robert McCall 1919-2010
- Pom 1919-2014, pseudoniem van Jozef van Hove
- Riet Raaphorst 1919-1946
- Jan Sanders 1919-2000
- Otto Treumann 1919-2001
- Lies Veenhoven 1919-2001

## 1920-1929
- Douglas Allen 1920
- Herman Berserik 1921-2002
- Laurent de Brunhoff 1925-2024
- Jean Dulieu 1921–2006, pseudoniem van Jan van Oort
- Bill Gold 1921-2018
- Friso ten Holt 1921-1997
- Theo van der Horst 1921-2003
- Alex Jagtenberg 1921-2010
- Ib Spang Olsen 1921-2012
- Emile Puettmann 1921-1987
- Willy Belinfante 1922–2014
- Arie Kater 1922-1977
- Frank Kelly Freas 1922-2005
- Joop Haffmans 1922-2014
- Marianne van der Heijden 1922–1998
- Signe Lund-Aspenström 1922-2015
- Marc Sleen 1922-2016, pseudoniem van Marcel Neels
- Fons van der Linden 1923–1998
- Morris 1923-2001, pseudoniem van Maurice De Bevere
- Max Velthuijs 1923-2005
- Hans Bayens 1924–2003
- André Franquin 1924–1997
- Victor Hubinon 1924-1979
- Rik Jansseune 1924-1991
- Frank McCarthy 1924-2002
- Gerard van Straaten 1924-2011
- Babs van Wely 1924-2007
- Paul Van Hoeydonck 1925-2025
- Coby Krouwel 1925-2010
- Mance Post 1925-2013
- Carol Voges 1925-2001
- Jan Wesseling 1925-1999
- Dirk de Wilde 1925-2017
- Mitsumasa Anno 1926-2020
- David Levine 1926-2009
- Ralph Prins 1926-2015
- Jurriaan Schrofer 1926-1990
- Bert Vonk 1926-2021[bron?]
- Dick Bruna 1927-2017
- Dik Bruynesteyn 1927-2012
- Fritzi Harmsen van Beek 1927-2009
- Shirley Hughes 1927-2022
- William Kurelek 1927-1977
- Willy Maltaite 1927–2000, met pseudoniem Will
- Jef Nys 1927-2009
- Maurice Rosy 1927–2013
- Harry Sierman 1927-2007
- Peter Spier 1927–2017
- Albert Uderzo 1927-2020
- Wim Crouwel 1928-2019
- Herman van Elteren 1928-2023
- Frank Frazetta 1928–2010
- Friso Henstra 1928-2013
- Nic Jonk 1928–1994
- Opland 1928-2001, pseudoniem van Rob Wout
- Willem den Ouden 1928-2025
- Květa Pacovská 1928
- Eduard De Rop 1928-2007
- Maurice Sendak 1928-2012
- Eric Carle 1929-2021
- Robbert Das 1929
- Rudolf Das 1929-2020
- Mort Drucker 1929-2020
- Dirkje Kuik 1929-2008
- Noni Lichtveld 1929-2017
- Ootje Oxenaar 1929–2017

## 1930-1939
- Jacqueline Ayer 1930-2012
- Ben Bos 1930-2017
- Geertrui Charpentier 1930-2012
- Alfons van Heusden 1930-2000
- Jean Roba 1930–2006
- Els Amman 1931–1978
- Janosch 1931, pseudoniem van Horst Eckert
- Luc Maezelle (1931-2024), met het pseudoniem Mazel
- Gerrit Noordzij 1931–2022
- Andrei Sokolov 1931
- Margot Zemach 1931-1989
- Quentin Blake 1932
- Herman Gordijn 1932-2017
- Margriet Heymans 1932-2023
- Rien Poortvliet 1932-1995
- Paul Ramboux 1932-2023, met het pseudoniem Sidney
- Jaap Vegter 1932-2003
- Dolf Zwerver 1932-2010
- Paul Goble 1933–2017
- Jan Kruis 1933-2017
- Arnold Lobel 1933-2017
- Kees Nieuwenhuijzen 1933-2017
- Thijs Postma 1933
- Thé Tjong-Khing 1933
- Krystyna Turska, 1933-2002
- Aat Verhoog 1933
- Jaap Hillenius 1934-1999
- Carl Hollander 1934-1995
- Kees de Kort 1934-2022
- Aat Veldhoen 1934-2018
- Sees Vlag 1934-2018
- Nel Waller Zeper 1934
- Victor Ambrus 1935-2021
- Peter van Straaten 1935-2016
- Peter Vos 1935-2010
- John Burningham 1936-2019
- Eric Claus 1936
- Alfred Eikelenboom 1936-2014
- Jan van Haasteren 1936
- Rob Otte 1936–2019
- Waldemar Post 1936-2020
- Josche Roverts 1936-2002
- Ralph Steadman 1936
- Paul Geerts 1937
- Ben Muthofer 1937-2020
- Jean Giraud 1938-2012, met de pseudoniemen Moebius en Gir
- Helen Oxenbury 1938
- Tony Ross 1938
- Claude Serre 1938-1998
- Jim Steranko 1938
- Harrie Geelen 1939
- Greg Hildebrandt 1939
- Tim Hildebrandt 1939
- Nicole Hollander 1939
- Kea Homan 1939-2024
- Karel Martens 1939
- Jerry Pinkney 1939–2021
- Marte Röling 1939

## 1940-1949
- Cees Andriessen 1940-2023
- Anthon Beeke 1940-2018
- Claire Bretécher 1940-2020
- Kinuko Y. Craft 1940
- Gal 1940, pseudoniem van Gerard Alsteens
- Ad Gerritsen 1940-2015
- H.R. Giger 1940
- Roberto Innocenti 1940
- Barry Moser 1940
- Casper Bosveld 1941-2012
- Philippe Caza 1941
- Wim Hofman 1941
- Willem Holtrop, 1941, met pseudoniem Willem
- Boris Vallejo circa 1941
- Pierre Bernard, 1942
- James C. Christensen 1942
- Charlotte Mutsaers 1942
- Gerard Unger 1942-2018
- Nic Blans Jr. 1943
- Jeff Broeckx 1943
- Juan Giménez 1943-2020
- Robert Crumb 1943
- Ron Walotsky 1943
- Marjolein Bastin 1943
- Joost Roelofsz 1943
- Janet Ahlberg 1944-1994
- Roger Dean 1944
- Jeroen Krabbé 1944
- Rowena Morrill 1944
- Bruce Pennington 1944
- Peter de Smet 1944-2003
- Ton van de Ven 1944
- Aart Clerkx 1945, met pseudoniem Acé
- Vincent Di Fate 1945
- Rodney Matthews 1945
- Fra Paalman 1945-2020
- Susan Rothenberg 1945-2020
- Fiel van der Veen 1945
- Joep Bertrams 1946
- Peter Coolen 1946
- Jan Decleir 1946
- Ken Kelly 1946
- Simon Koene 1946
- Henk Kuijpers 1946
- Jaap Lamberton 1946-1991
- David Macauley 1946
- Ever Meulen 1946
- Sven Nordqvist 1946
- Jacques Tardi 1946
- Dick Valenteijn 1946
- Stefan Verwey 1946-2024
- Chris Achilleos 1947
- Brian Froud 1947
- Milou Hermus 1947-2021
- Alan Lee 1947
- Piet Lont 1947
- Chris Moore 1947
- Dieter Schubert 1947
- Erik Spiekermann 1947
- Joost Swarte 1947
- Jet Boeke 1948
- Jim Burns 1948
- Clyde Caldwell 1948
- Olivia DeBerardinis 1948
- Uco Egmond 1948
- Stasys Eidrigevicius 1948
- Larry Elmore 1948
- Wolf Erlbruch 1948
- Jean Fernand 1948
- Henk 't Jong 1948
- André Juillard 1948-2024
- Cyprian Koscielniak 1948
- Dirk van der Maat 1948
- Art Spiegelman 1948
- Ronald Tolman 1948
- Rotraut Susanne Werner 1948
- Chris van Allsburg 1949
- Jan Egas 1949
- Stephen Hickman 1949
- Christian Riese Lassen 1949
- Joop van Rijsbergen 1949-2006
- Roswitha Quadvlieg 1949
- Geert Schreuder 1949
- Barclay Shaw 1949
- Jan Marinus Verburg 1949

## 1950-1959
- Terry Denton 1950
- Paul Hulshof 1950
- Tom Janssen 1950
- Guusje Kaayk 1950
- Deborah Niland 1950
- Kilmeny Niland 1950–2009
- Bruno Ninaber van Eyben 1950
- Michael Whelan 1950
- Tim White 1950
- Sylvia Barret 1951
- Joyce Bloem 1951-2017
- Jaap van den Born 1951
- Don Dixon 1951
- Tom Eyzenbach 1951
- Hans Kruit 1951
- Dean Morrissey 1951
- Siegfried Woldhek 1951
- Thomas Canty 1952
- Suzanne Duranceau 1952
- Lilian van Haeften 1952
- Hans van Helden 1952
- Daniel Kox 1952
- Joke van Leeuwen 1952
- Lidia Postma 1952
- Rolf Weijburg 1952
- Jan Jutte 1953
- Max Kisman 1953
- Willy Linthout 1953
- Don Maitz 1953
- Ad Arma, pseudoniem van Ad Meerman, 1954
- Fred Fields 1954
- Attila Hejja 1954
- Lorenzo Mattotti 1954
- Eric De Rop 1954
- Luis Royo 1954
- Sylvia Weve 1954
- Lisbeth Zwerger 1954
- Charles Burns 1955
- Dennis Davidson 1955
- Pieter Geenen 1955
- Tom Kidd 1955
- Avi Lev 1955
- Ted van Lieshout 1955
- Dirk Stallaert 1955
- Philippe Adamov 1956-2020
- Fred Gambino 1956
- Kamagurka 1956, pseuoniem van Luc Zeebroek
- Todd Lockwood 1956
- Willemien Min 1956
- Geert Vervaeke 1956
- Hans de Beer 1956
- Jan Bosschaert 1957
- Yves Chaland 1957-1990
- Charlotte Dematons 1957
- Alice Hoogstad 1957
- John Howe 1957
- Frank Miller 1957
- Walter Moers 1957
- John Jude Palencar 1957
- Harriët van Reek 1957
- Alex Scheffler 1957
- Catharina Valckx 1957
- Graeme Base 1958
- Julie Bell 1958
- Ingrid Godon 1958
- Jacques Goldstyn 1958
- James Gurney 1958
- Anna Höglund 1958
- Gertie Jaquet 1958
- Georgien Overwater 1958
- Keith Parkinson 1958-2005
- Mario Ramos 1958-2012
- Eric Schreurs 1958-2020
- Harmen van Straaten 1958
- Peter de Wit 1958
- Alex de Wolf 1958
- Frank Blokland 1959
- Didier Conrad 1959
- Piet Grobler 1959
- Annemarie van Haeringen 1959
- Sandra Klaassen 1959
- Geerten Ten Bosch 1959
- Anky Spoelstra 1959

## 1960-1969
- Irma Boom 1960
- Charel Cambré 1960
- Luc Collin 1960, met pseudoniem Batem
- Bob Eggleton 1960
- Eliane Gerrits 1960
- Fred de Heij 1960
- Bas Heymans 1960
- Benoît van Innis 1960
- Gerard Leever 1960
- Hugo van Look 1960
- Albert-Jan Pool 1960
- Sieb Posthuma 1960-2014
- Jane Ray 1960
- Wouter van Reek 1960
- Karina Schaapman 1960
- Caryl Strzelecki 1960
- Chrudoš Valoušek 1960
- Rhonald Blommestijn 1961
- Mau Heymans 1961
- Philip Hopman 1961
- Jesse van Muylwijk 1961
- Fred Smeijers 1961
- Nelleke Verhoeff 1961
- Jaap de Vries 1961-2010
- Erik Bindervoet 1962
- Helena de Boer 1962
- Gerda Dendooven 1962
- Andrea Kruis 1962
- Erik Larsen 1962
- Charlie Mackesy 1962
- Daan Remmerts de Vries 1962, met pseudoniem Laurens Rawie[1]
- Typex, 1962, pseudoniem van Raymond Koot
- Ciruelo Cabral 1963
- R.J. Palacio 1963
- Lucy Cousins 1964
- Maarten Rijnen 1964
- Ismael Roldan 1964
- Marit Törnqvist 1964
- Klaas Verplancke 1964
- Maarten Wolterink 1964
- Kees de Boer 1965
- Gerald Brom 1965
- Étienne Davodeau 1965
- Gabriël Kousbroek 1965
- Annet Schaap 1965
- Stephen Youll 1965
- Blexbolex 1966, pseudoniem van Bernard Granger
- Peter van Dongen 1966
- Irene Goede 1966
- Paul Kusters 1966
- Wendy Panders 1966
- Floris Tilanus 1966
- Randall Casaer 1967
- Donato Giancola 1967
- Gummbah 1967, pseudoniem van Gertjan van Leeuwen
- Petr Horáček 1967
- Yvonne Jagtenberg 1967
- Jean-Marc van Tol 1967
- Raoul Deleo, 1968
- Peter Goes 1968
- Hester van de Grift 1968
- Jan Rothuizen 1968
- Frédérique Bertrand 1969
- Carll Cneut 1969
- Hub 1969, pseudoniem van Humbert Chabuel
- Marenthe Otten 1969
- Hélène Riff 1969
- Peter Welleman 1969

## 1970-1979
- Christophe Blain 1970
- Kitty Crowther 1970
- Tobias Frere-Jones 1970
- Jonathan Hoefler 1970
- Peter-Paul Rauwerda 1970
- Alex Ross 1970
- Tom Schamp 1970
- Tijn Snoodijk 1970
- Leo Timmers 1970
- Fleur van der Weel 1970
- Rebecca Dautremer 1970
- Vincent Geyskens 1971
- Charlotte Pardi 1971
- Milja Praagman 1971
- Kristina Ruell 1971
- Metin Seven 1971
- Ina van Zyl 1971
- Lydia Albadoro 1972
- Sanne te Loo 1972
- Iris Boter 1972
- Noelle Smit 1972
- Isabelle Vandenabeele 1972
- Jeska Verstegen 1972
- Delaf 1973, pseudoniem van Marc Delafontaine
- Jacek Galazka 1973
- Cyrus Highsmith 1973
- Jof Neuhaus 1973
- Melchior van Rijn 1973
- Mark Janssen 1974
- Marijke ten Cate 1974
- Carson Ellis 1975
- Karst-Janneke Rogaar 1975
- Jan Van Der Veken 1975
- Elizabeth Colomba 1976
- Stephanie Pui-Mun Law 1976
- Marije Tolman 1976
- Pieter Van Eenoge 1976
- Quentin Gréban 1977
- Simon Hureau 1977
- Arne van der Ree 1977
- Sabien Clement 1978
- Mieke Driessen 1978
- Hansje van Halem 1978
- Lotte van Dijck 1979
- Sebastiaan Van Doninck 1979
- Pieter Gaudesaboos 1979
- Maartje Kuiper 1979
- Martijn van der Linden 1979
- Bryan Lee O'Malley 1979
- Elisa Pesapane 1979
- Wouter Tulp 1979

## 1980-1989
- Marianne Dubuc 1980
- Floor de Goede 1980
- Sebastian Meschenmoser 1980
- Danica Novgorodoff 1980
- Sydney Smith 1980
- Gerben Valkema 1980
- Tirza Beekhuis 1981
- Irene Cécile 1981
- Paul van Dijk 1981
- Jurino Ignacio 1981
- Jon Klassen 1981
- Mohammad Rokhsefat 1982
- Geertje Aalders 1983
- Yoko Heiligers 1983
- Aimée de Jongh 1983
- Tjarko van der Pol 1983
- Marloes de Vries 1984
- Suzy Castermans 1985
- Linde Faas 1985
- Floor Rieder 1985
- Hedy Tjin 1985
- Peter Van den Ende 1985
- Lisa Wiersma 1985
- JooHee Yoon 1985
- Brecht Evens 1986
- Trui Chielens 1987
- Eva Mouton 1987
- Charlotte Peys 1987
- Tim Artz 1988
- Olivia Ettema 1988
- Sanny van Loon 1988
- Viktor Hachmang 1988
- Anne Stalinski 1989

## 1990-heden
- Sassafras De Bruyn 1990
- Joana Estrela 1990
- Lisk Feng 1990
- Joren Joshua 1990
- Puck Koper 1990
- Ludwig Volbeda 1990
- Enzo Pérès-Labourdette 1991
- Jip van den Toorn 1993
- Rowan Vork 1993
- Djenné Fila 1995
- Jet Parent 1995
- Yule Hermans 1996
- Dieter Steenhaut 1997
- Ritchie Bröring 1998

## Onbekend
- Jeffrey Alan Love (onbekend)
- Gregorius Nekschot (onbekend), pseudoniem van een anonymus
- Frann Preston-Gannon (onbekend)
- Anne Sudworth (onbekend)